# Nucula
Nucula ist eine Muschel-Gattung aus der Familie der Nussmuscheln (Nuculidae) in der Ordnung der Nuculida. Die Gattung ist seit der Kreide bekannt.

## Merkmale
Das Gehäuse der Nucula-Arten ist meist klein (wenige Zentimeter) und annähernd dreieckig. Das Vorderende ist gut gerundet, das hintere Ende abgestutzt. Der Wirbel sitzt hinter der Mitte. Das hintere Ende des Ventralrandes ist meist gewinkelt. Das Ligament ist eingesenkt, es teilt das Schloss in einen vorderen und hinteren Teil. Das Schloss ist gewinkelt, der Winkel beträgt etwa 90° oder etwas darüber. Das Schloss besteht aus gleichartigen, länglichen Zähnchen und Gruben senkrecht zur Schlosslinie, wobei im vorderen Schlossteil meist mehr Zähnchen (bis ca. 30) ausgebildet sind als im hinteren Schlossteil (etwa 10 bis 20). Die feste Schale besteht aus drei aragonitischen Schichten, einer inneren Schicht mit plattig angeordneten Perlmuttplättchen, einer mittleren Schicht mit säulig angeordneten Perlmuttblättchen und einer äußeren Schicht mit prismatisch-dentikularen Strukturen sowie dem organischen Periostracum. Der Gehäuserand ist durch die prismatisch-dentikularen Strukturen fein gezähnelt. Die Oberfläche weist feine konzentrische Anwachslinien und sehr feine, mit bloßem Auge kaum erkennbar radiale Linien auf. Die Mantellinie ist nicht eingebuchtet, Siphonen fehlen. Der hintere und vordere Schließmuskel sind in etwa gleich groß.

## Geographische Verbreitung und Lebensraum
Die Arten der Gattung Nucula kommen weltweit in allen Meeren vor. Sie leben meist in Schlamm- und Feinsandböden vom flachen Subtidal bis in größere Meerestiefen (über 3000 Meter).

## Taxonomie
Das Taxon wurde von Lamarck 1799 aufgestellt. Arca nucleus Linné, 1758 ist die Typusart durch Monotypie. Nucula ist die Typusgattung der Unterfamilie und Familie Nuculinae bzw. Nuculidae Gray, 1824. Das World Register of Marine Species verzeichnet derzeit fast 90 rezente Arten
- Nucula Lamarck, 1799
  - Nucula austrobenthalis Dell, 1990
  - Nucula beachportensis Verco, 1907
  - Nucula benguelana (A. H. Clarke, 1961)
  - Nucula brasiliana Esteves, 1984
  - Nucula calcicola D. R. Moore, 1977
  - Nucula callicredemna Dall, 1890
  - Nucula carlottensis Dall, 1897
  - Nucula certisinus Finlay, 1930
  - Nucula consentanea Melvill & Standen, 1907
  - Nucula covra Bergmans, 1978
  - Nucula crassicostata E. A. Smith, 1872
  - Nucula crassidens Nicklès, 1955
  - Nucula crenulata A. Adams, 1856
  - Nucula crystallina Poppe, Tagaro & Stahlschmidt, 2015
  - Nucula culebrensis E. A. Smith, 1885
  - Nucula declivis Hinds, 1843
  - Nucula distincta Turton, 1932
  - Nucula donaciformis E. A. Smith, 1895
  - Nucula dorsocrenata (Habe, 1977)
  - Nucula dunedinensis Finlay, 1928
  - Nucula exigua G. B. Sowerby I, 1833
  - Nucula exodonta Prashad, 1932
  - Nucula faba Xu, 1999
  - Nucula falklandica Preston, 1912
  - Nucula fernandensis Villarroel, 1971
  - Nucula fernandinae Dall, 1927
  - Nucula hanleyi Winckworth, 1931
  - Nucula hawaiensis Pilsbry, 1921
  - Nucula inconspicua H. Adams, 1871
  - Nucula insignis (Hayami & Kase, 1993)
  - Nucula interflucta Marincovich, 1973
  - Nucula iphigenia Dall, 1896
  - Nucula irregularis G. B. Sowerby III, 1904
  - Nucula izushotoensis (Okutani, 1966)
  - Nucula kanaka Bergmans, 1991
  - Nucula kerguelensis Thiele, 1912
  - Nucula libera Bergmans, 1991
  - Nucula malabarica Hanley, 1860
  - Nucula mariae Nolf, 2005
  - Nucula marmorea Hinds, 1843
  - Nucula marshalli Schenck, 1939
  - Nucula mayi (Iredale, 1930)
  - Nucula mesembrina (Hedley, 1916)
  - Nucula mitralis Hinds, 1843
  - Nucula multidentata Prashad, 1933
  - Nucula nicklesi Cosel, 1995
  - Glänzende Nussmuschel (Nucula nitidosa Winckworth, 1930)
  - Nucula nitidula A. Adams, 1856
  - Nucula nitidulaformis Powell, 1971
  - Nucula notobenthalis Thiele, 1912
  - Große Nussmuschel (Nucula nucleus (Linnaeus, 1758))
  - Nucula oppressa Bergmans, 1991
  - Nucula papillifera Thiele & Jaeckel, 1931
  - Nucula paulula A. Adams, 1856
  - Nucula pisum G. B. Sowerby I, 1833
  - Nucula planiculmen Kilburn, 1999
  - Nucula praetenta Iredale, 1924
  - Nucula profundorum E. A. Smith, 1885
  - Nucula proxima Say, 1822
  - Nucula pseudoexigua Villarroel & Stuardo, 1998
  - Nucula pusilla Angas, 1877
  - Nucula revei Bergmans, 1978
  - Nucula rhytidopleura Kilburn, 1999
  - Nucula rossiana Finlay, 1930
  - Nucula rugulosa G. B. Sowerby I, 1833
  - Nucula saltator (Iredale, 1939)
  - Nucula schencki Hertlein & Strong, 1940
  - Nucula sculpturata G. B. Sowerby III, 1904
  - Nucula semen Thiele & Jaeckel, 1931
  - Nucula semiornata d'Orbigny, 1842
  - Nucula sericea Thiele & Jaeckel, 1931
  - Nucula striolata A. Adams, 1856
  - Nucula suahelica (Thiele & Jaeckel, 1931)
  - Nucula subluxa Kilburn, 1999
  - Nucula sulcata Bronn, 1831
  - Nucula sultana Thiele & Jaeckel, 1931
  - Nucula surinamensis Van Regteren Altena, 1968
  - Nucula tamatavica Odhner, 1943
  - Nucula tersior Marwick, 1929 †
  - Nucula thielei Schenck, 1939
  - Nucula tokyoensis Yokoyama, 1920
  - Nucula torresi E. A. Smith, 1885
  - Nucula trigonica Lan & Lee, 2001
  - Nucula tumidula Malm, 1861
  - Nucula venezuelana Weisbord, 1964
  - Nucula vincentiana (Cotton & Godfrey, 1938)
  - Nucula zophos A. H. Clarke, 1960

Dazu kommen noch eine noch nicht genau bekannte Anzahl fossiler Arten.

## Belege